# یوشیوارا، شیزوئوکا
یوشیوارا، شیزوئوکا (به لاتین: Yoshiwara, Shizuoka) یک منطقهٔ مسکونی در ژاپن است که در Chūbu region (Tōkai region) واقع شده‌است. یوشیوارا ۹۰٬۲۲۴ نفر جمعیت دارد.